# Louis Brain
Louis Karl Brain (Birmingham, 9 maggio 1982) è un ex calciatore australiano di origine inglese, di ruolo centrocampista.

## Carriera

### Club
Dal 1998 al 2004 ha giocato con vari club nella prima divisione australiana, per un totale di 106 presenze e 11 reti.
In seguito ha giocato anche con l'Adelaide United FC nella nuova Hyundai A-League (2005-2006), ma non gli è stato rinnovato il contratto al termine della stagione. Ha poi continuato a giocare, nelle serie inferiori australiane.

### Nazionale
Ha rappresentato la nazionale australiana Under-17 e quella Under-20; con quest'ultima selezione nel 2001 ha anche partecipato ad un Mondiale di categoria.